# Holger Martens (Historiker)

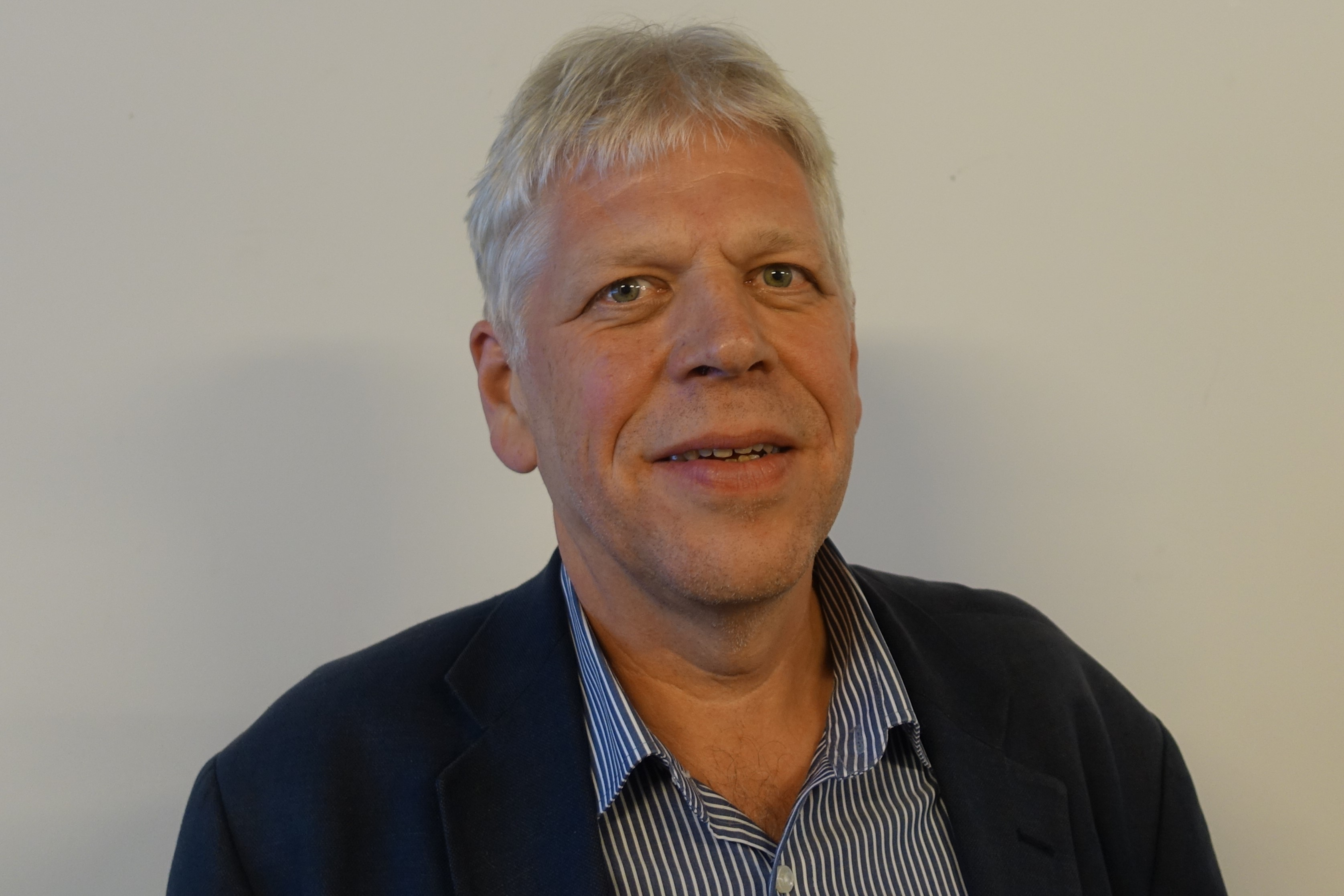
Holger Martens 2018

Holger Martens (* 29. Mai 1962 in Itzehoe) ist ein deutscher Historiker. Er ist stellvertretender Vorsitzender im Bundesvorstand der Arbeitsgemeinschaft ehemals verfolgter Sozialdemokraten.

## Leben
Martens besuchte die Realschule in Krempe und machte von 1978 bis 1981 eine Ausbildung zum Vermessungstechniker. Er ist mit  Kirsten Martens verheiratet, die von 2020 bis 2025 Abgeordnete der Hamburgischen Bürgerschaft war. Nachdem Martens die Allgemeine Hochschulreife auf dem zweiten Bildungsweg erworben hatte, studierte er Geschichte und Politikwissenschaft an der Universität Hamburg sowie Sozial- und Wirtschaftsgeschichte an der University of East Anglia, an deren School of Economic and Social Studies er 1990 den Master of Arts erwarb. 1997 wurde er mit seiner Arbeit über die Nachkriegsgeschichte der SPD in Schleswig-Holstein promoviert. Seit 1998 führt er Lehrveranstaltungen am Historischen Seminar der Universität Hamburg durch. 2008 gehörte er mit Franklin Kopitzsch zu den Initiatoren zur Gründung der Arbeitsstelle für Genossenschaftsgeschichte an der Universität Hamburg. Seit 2006 ist er Vorsitzender des zur Förderung der Wissenschaft auf dem Gebiet der Sozial- und Wirtschaftsgeschichte gegründeten Adolph von Elm Institut für Genossenschaftsgeschichte e. V.
Martens gründete 2005 die erste Genossenschaft für historische Dienstleistungen. Nach der Neugründung der Historiker-Genossenschaft eG 2011 in Hamburg war er deren Vorstand und Geschäftsführer bis zum 5. Juni 2025. Er arbeitet zu den Bereichen Genossenschaftsgeschichte, Unternehmensgeschichte, Biographieforschung und Zeit des Nationalsozialismus.
Seit 1984 ist er Mitglied der SPD. Von 1996 bis 2001 gehörte er der Bezirksversammlung Hamburg-Nord an. 2001 gehörte er zu den Gründern des Arbeitskreises Geschichte bei der Landesorganisation Hamburg und 2009 übernahm er den Vorsitz der Historischen Kommission bei der Landesorganisation. 2003 wurde er stellvertretender Vorsitzender der Arbeitsgemeinschaft ehemals verfolgter Sozialdemokraten Hamburg (AvS). Seit Oktober 2016 ist er stellvertretender Bundesvorsitzender der AvS.

## Schriften
- Hamburgs Weg zur Metropole: von der Groß-Hamburg-Frage zum Bezirksverwaltungsgesetz, Beiträge zur Geschichte Hamburgs. Verl. Verein für Hamburgische Geschichte, Hamburg 2004, ISBN 978-3935413084
- Die Geschichte der Sozialdemokratischen Partei Deutschlands in Schleswig-Holstein 1945 bis 1959. Malente, Hamburg 1997, ISBN 3-933862-24-8
- Auf dem Weg in den Widerstand – die "Echo"-Versammlung der Hamburger SPD 1933, Hamburg 2012, ISBN 978-3-8448-0538-3
- Anders Wirtschaften – genossenschaftliche Selbsthilfe, in: Kapitalismus und Alternativen, Aus Politik und Zeitgeschichte : APuZ . – Bonn : Bundeszentrale für Politische Bildung, Bd. 65 (2015), 35–37, S. 40–46, ISSN 0479-611X
- Genossenschaftliche Identität als kulturelles Erbe, in: Genossenschaftliche Identität und Wachstum : Bericht der XVIII. Internationalen Genossenschaftlichen Tagung IGT 2016 in Luzern : in Zusammenarbeit mit der Arbeitsgemeinschaft Genossenschaftswissenschaftlicher Institute AGI . – St. Gallen : Raiffeisen Schweiz. – 2016, S. 306–317
- "Gleichschaltung" und "Arisierung". Die Raiffeisen-Organisationen nach 1933, in: Zeitschrift für das gesamte Genossenschaftswesen (ZfgG), 2018, Band 68, Heft 2, S. 85–100, ISSN 0044-2429, e-ISSN 2366-0414